# Бан, Сигэру
Сигэру Бан (яп. 坂 茂, род. 5 августа 1957) — японский архитектор, лауреат Притцкеровской премии за 2014 год и  Императорской премии (2024). В своих работах использует нетрадиционные материалы, такие как бамбук, ткань, бумага и пластик.

## Биография

### Учёба и начало карьеры
Сигэру Бан родился 5 августа 1957 года в Токио. Его отец работал в компании Toyota и был бизнесменом, а мать — дизайнером одежды. Уже в девятом классе он собрал модель своего первого дома, решив, что станет архитектором. Позже, Сигэру Бан стал посещать подготовительные курсы для поступления в Токийский университет искусств, где научился моделировать из бумаги, бамбука и дерева. Тогда же он натолкнулся на статью об американском архитекторе Питере Джоне Хейдуке. В 1980 году окончил Архитектурный институт Университета Южной Калифорнии в Лос-Анджелесе. Неосуществленные проекты Хейдука вдохновили Бана и он решил уехать учиться в Архитектурную школу Купер-юнион в Нью-Йорке. Его руководителем и вдохновителем стал Джон Хейдук, креативный лидер творческой группы New York Five. Во время учёбы Бан работал в мастерской у Араты Исодзаки. Получив диплом архитектора в 1984 году, Сигэру вернулся в Токио, и организовал собственное бюро «Shigeru Ban Architects». С 1993 года преподавал архитектуру в университете Тама, Иокагамы, Нихона. Вел реальное проектирование и одновременно экспериментировал. В 1997 году его признали лучшим молодым архитектором года в Японии.

### Работы и творческий стиль
Сигэру Бан стал известным благодаря своим проектам быстровозводимого дешёвого жилья. Для создания проектов он использовал бумагу и картон — традиционные материалы для японской архитектуры. Первый проект такого жилья Бан разработал в 1994 году для лагерей беженцев в Руанде по собственной технологии: линолеум, ткани и упаковочный целлофан накатывают на крепкие трубы из картона, по форме напоминающие бревна, и с помощью степлера и скотча из них строят здания. После поездки в Руанду, он обратился к верховному комиссару ООН по делам беженцев, и предложил ему этот проект. Позже Бан использовал этот опыт для создания убежищ для пострадавших от землетрясения, произошедшего в городе Кобе в 1995 году. Там по его проекту была построена картонная католическая церковь, простоявшая десять лет, а позже перевезённая на корабле в округ Нантоу на Тайвань, где она стала местом молитвы по жертвам землетрясений. Проекты Бана использовались также в районах стихийных бедствий в Турции, Индии и на Гаити. В число других наиболее известных проектов Бана входят павильон Японии на всемирной выставке Expo 2000 в Ганновере, Кочующий музей, филиал Центра Помпиду в городе Мец, во Франции и «Нагой дом» в Сайтаме, в Японии.

### Бумага как строительный материал

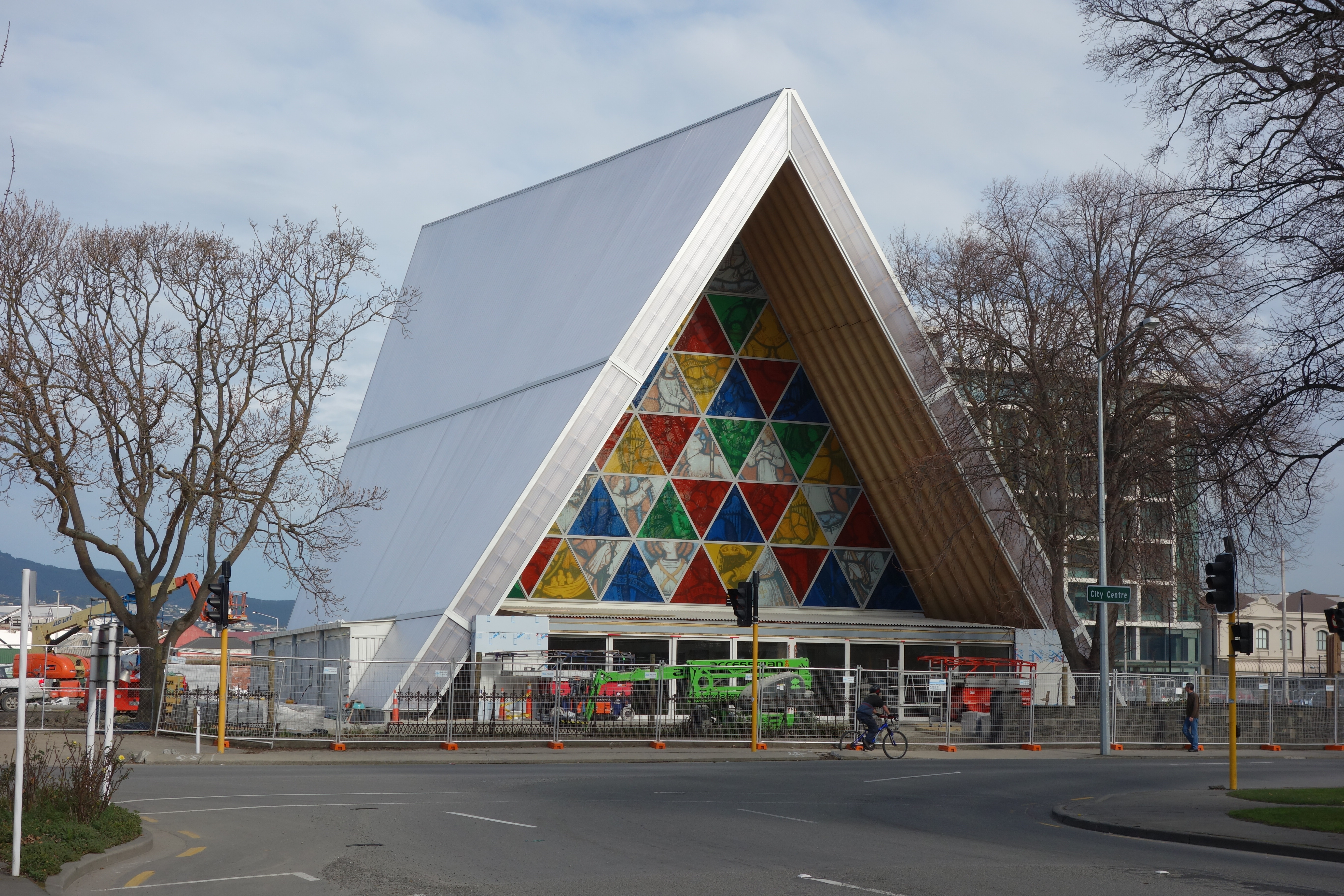
Картонный собор в Крайстчерче

Кочующий музей был спроектирован из картонных труб и 148 стандартных контейнеров, для передвижной выставки «Пепел и снег» Грегори Кольбера. Здание было вдохновлено пространством венецианского Арсенала, где выставка была показана впервые в 2002 году. Также, музей останавливался в Нью-Йорке в 2005, в Санта-Монике (Калифорния) в 2006, в Токио в 2007 и в Мехико в 2008.
Японский павильон был сделан из картона, изготовленного на базе вторсырья. Сотни спрессованных из бумаги трубок, связанных канатами, образовали каркас здания с тремя куполами, покрытого специальной водонепроницаемой японской бумагой в 72 метра высотой и 35 шириной. Через бумажную мембрану в пространство павильона проникал дневной свет, в увитых зеленью беседках располагались мультимедийные презентации экологичных проектов. Здание передавало утончённую и аскетичную атмосферу, характерную для синтоистского культового здания. После закрытия все сооружение планировалось переработать в школьные тетради.
В 2007 году по его проекту был построен пешеходный мост из бумаги через реку Гардон на юге Франции в восьмистах метрах от Пон дю Гар — самого крупного римского виадука, сохранившегося до наших дней. Мост выполнен из 281 картонной трубы диаметром в 11,5 см каждая с толщиной стенок в 11,9 мм. Ступеньки сделаны из переработанного бумажного и пластмассового вторсырья, а фундаментом послужили заполненные песком деревянные ящики. Вес бумажного моста составлял 7,5 тонны, и он способен был выдержать 20 человек одновременно. Мост работал шесть недель, после чего был демонтирован.
С 2006 по 2009 год Сигэру Бан входил в состав жюри Притцкеровской премии. После землетрясения 2008 года в Китае, Бан построил в Чэнду школу из своих картонных труб. По его проектам в пострадавшем от землетрясения Крайстчерче, в Новой Зеландии, был построен Картонный собор, а после землетрясения в Л’Акуиле, в Италии — бумажный концертный зал.
Новый англиканский храм в Крайстчёрче высотой 24 метра построен из картонных труб диаметром 60 сантиметров, установленных на железобетонном фундаменте. Для гидроизоляции и огнестойкости трубы покрыты полиуретаном, а двускатная крыша сделана из поликарбоната. Фасад храма украшен большим треугольным витражом. По словам Бана, собор вмещает до 700 верующих и прослужит англиканской общине около 50 лет. Собор открылся в августе 2013 года.
Отказавшись от гонорара, Бан спроектировал зал в Л’Акуиле и продумал процесс реализации без дополнительных вложений от правительства (строить должны были студенты-архитекторы, финансирование обеспечили благотворители). В итоге получилось прямоугольное здание в 700 м²., крыша которого опирается на 44 картонных столба, расставленных по периметру. Внутрь вписан овальный зал на 230 мест со стенами из мешков с балластом. В мае 2011 года «Бумажный концертный зал» открылся праздничным концертом, за дирижёрским пультом стояла Томоми Нисимото.
После землетрясения и цунами 2011 года в Японии, Бан озаботился созданием перегородок в уже существующих временных приютах, чтобы оставшиеся без крова семьи могли иметь личное пространство.
По проекту Сигэру Бана также был построен временный павильон центра современной культуры «Гараж» в Москве, открывшийся в парке Горького 19 октября 2013 года в рамках выставки «Временная архитектура Парка Горького: от Мельникова до Бана».
Отметился Сигэру Бан и в дизайне интерьеров и мебели. Он разрабатывал не только стулья и кресла, но и серию сборных зданий-полуфабрикатов Furniture House, получивших популярность в Японии, Китае и США.

### Лауреат Притцкеровской премии
24 марта 2014 года Сигэру Бан стал лауреатом Притцкеровской премии. Питер Палумбо, председатель Притцкеровского жюри, комментируя выбор, сказал, что «Сигэру Бан — это стихия. Такое сравнение вполне уместно в свете его добровольной работы для бездомных и обездоленных в регионах, пострадавших от стихийных бедствий». Узнав о присуждении премии, Бан сказал, что «для меня премия — это мотивация продолжать делать то, что я делаю, и постоянно расти. Когда я начал заниматься архитектурой, около 30 лет назад, никто не говорил об окружающей среде. Для меня такой выбор стал естественным. Я всегда интересовался дешевыми перерабатываемыми материалами». Официальная церемония награждения бронзовым медальоном и вручение чека на 100 тысяч долларов США состоится в июне в Амстердаме.

## Галерея

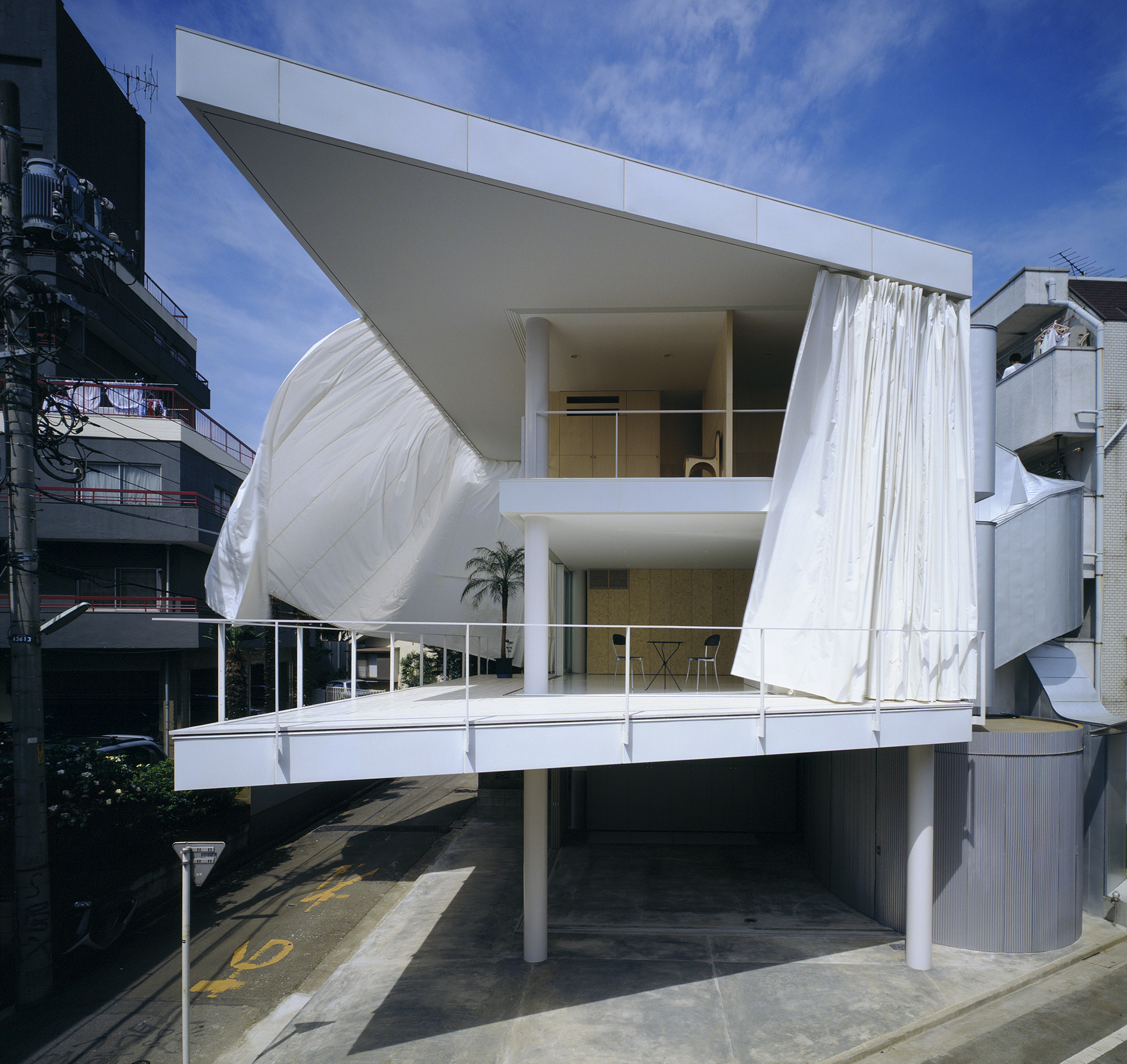
Дом занавесей. Токио. 1995 г.
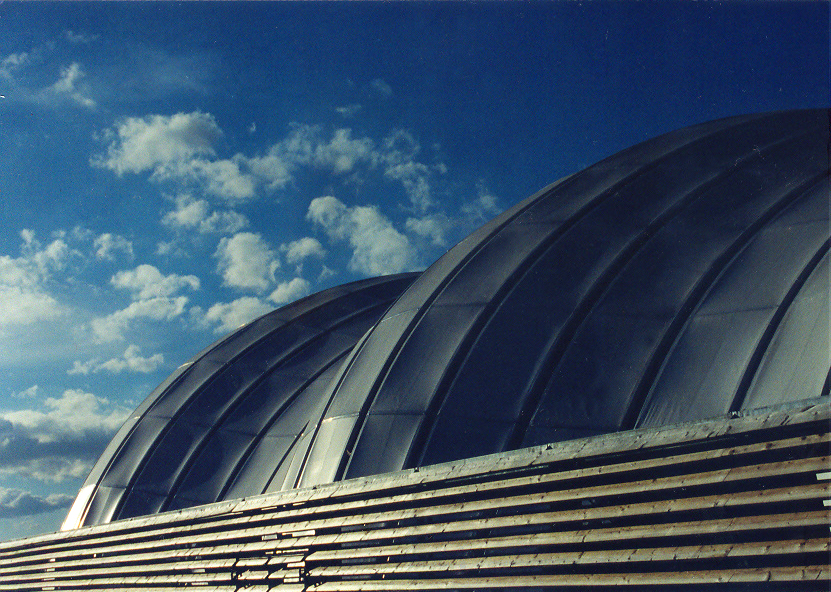
Павильон Японии на Expo-2000.  Ганновер. 2000 г.
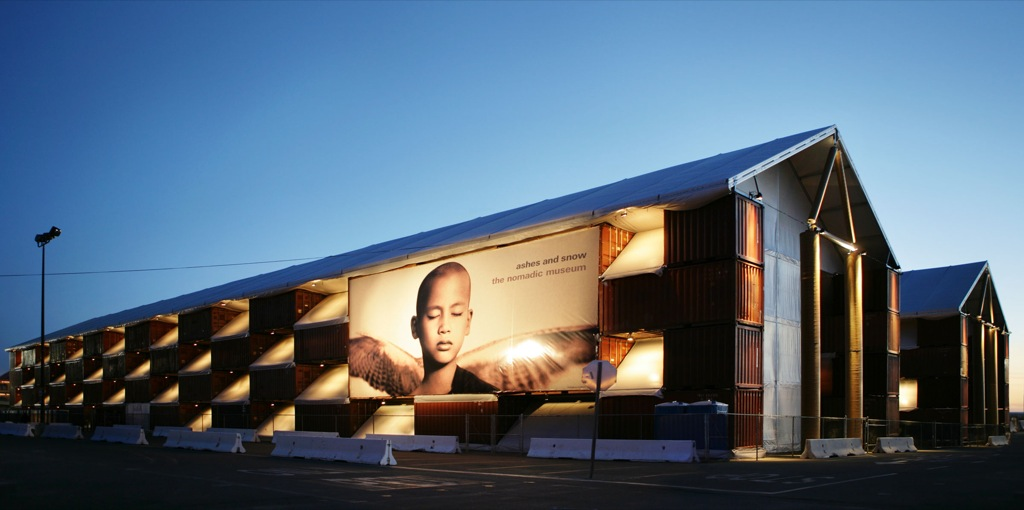
Кочующий музей. 2005 г.
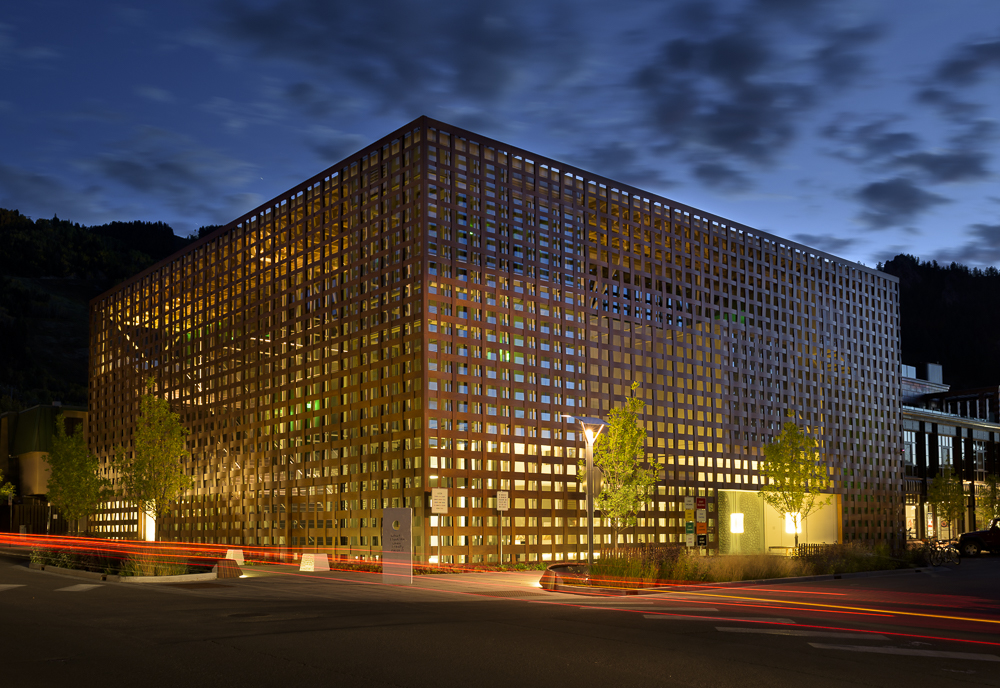
Художественный музей Аспена. Аспен, Колорадо.
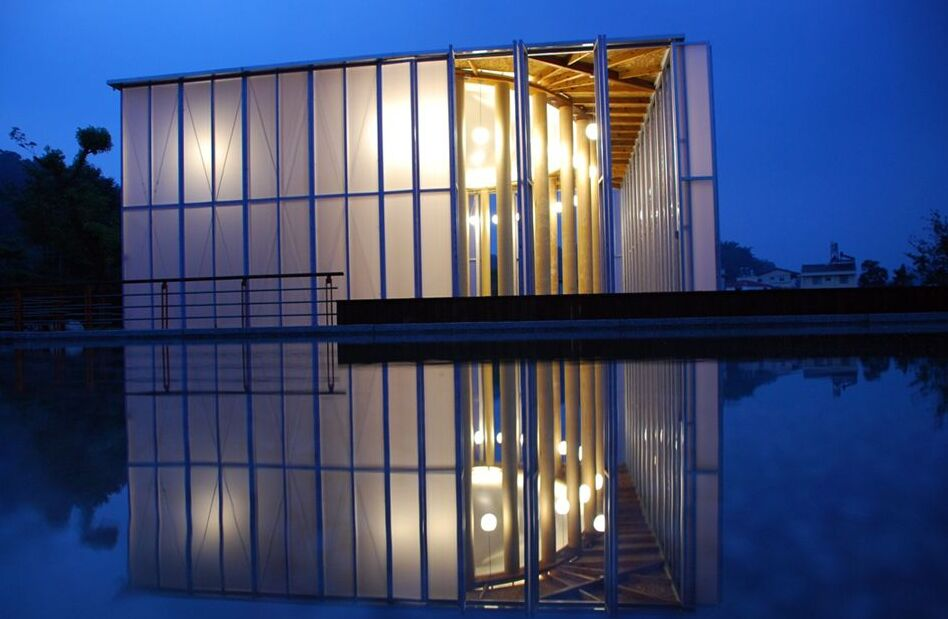
Бумажный храм. Уезд Наньтоу, Таивань. 2008 г.
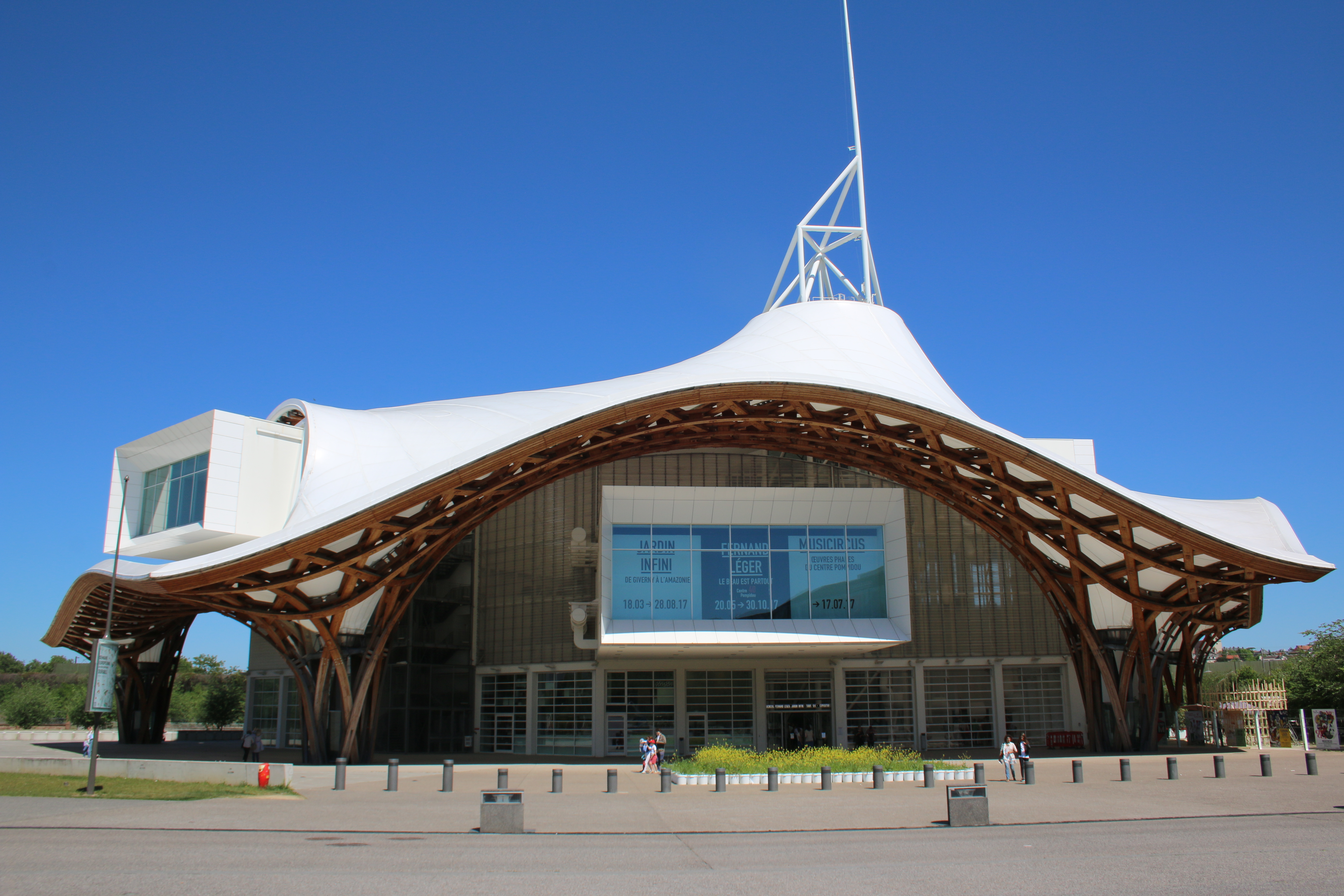
Центр Помпиду-Мец. Мец. 2010 г.
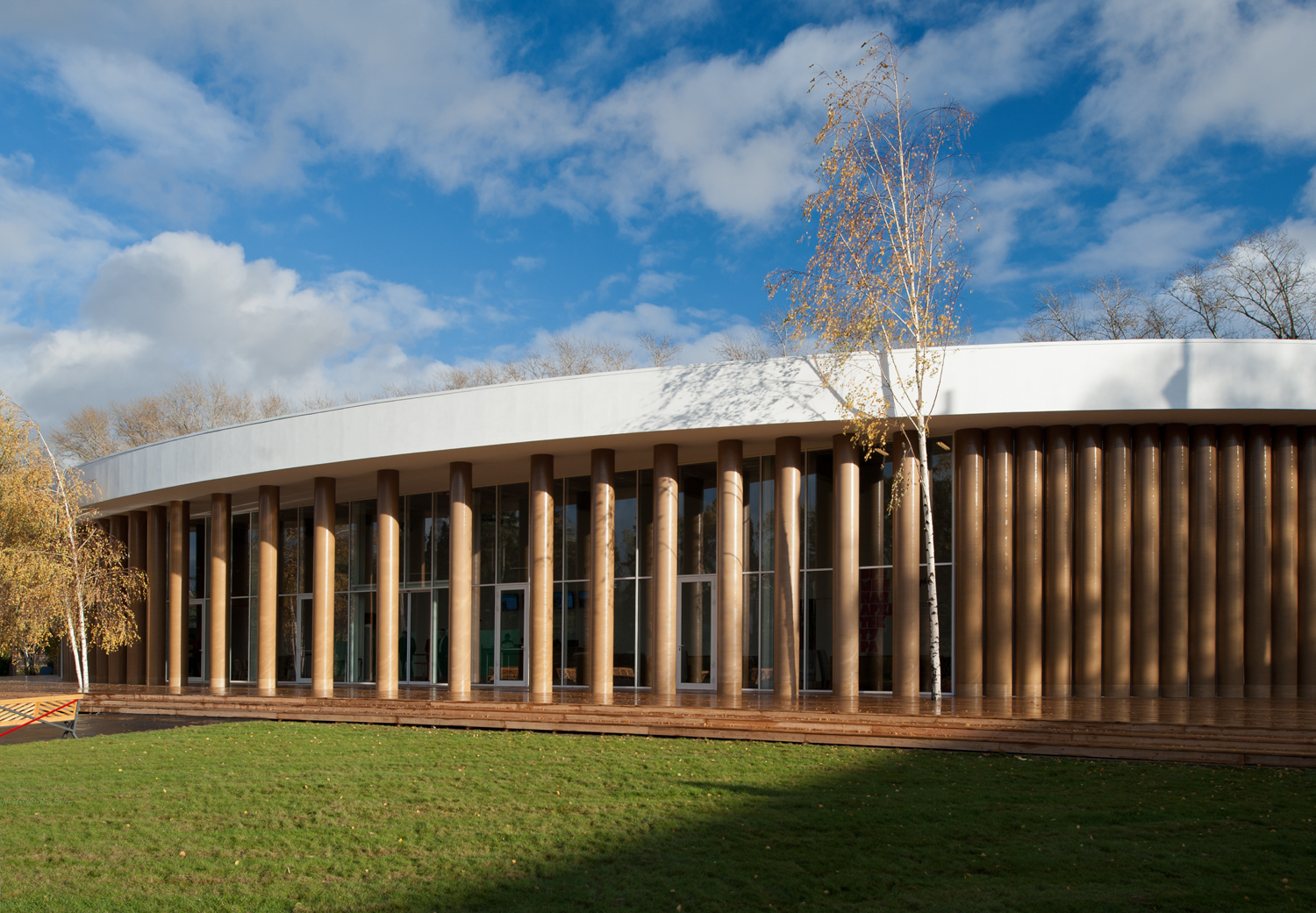
Гараж (музей). Москва. 2012 г.
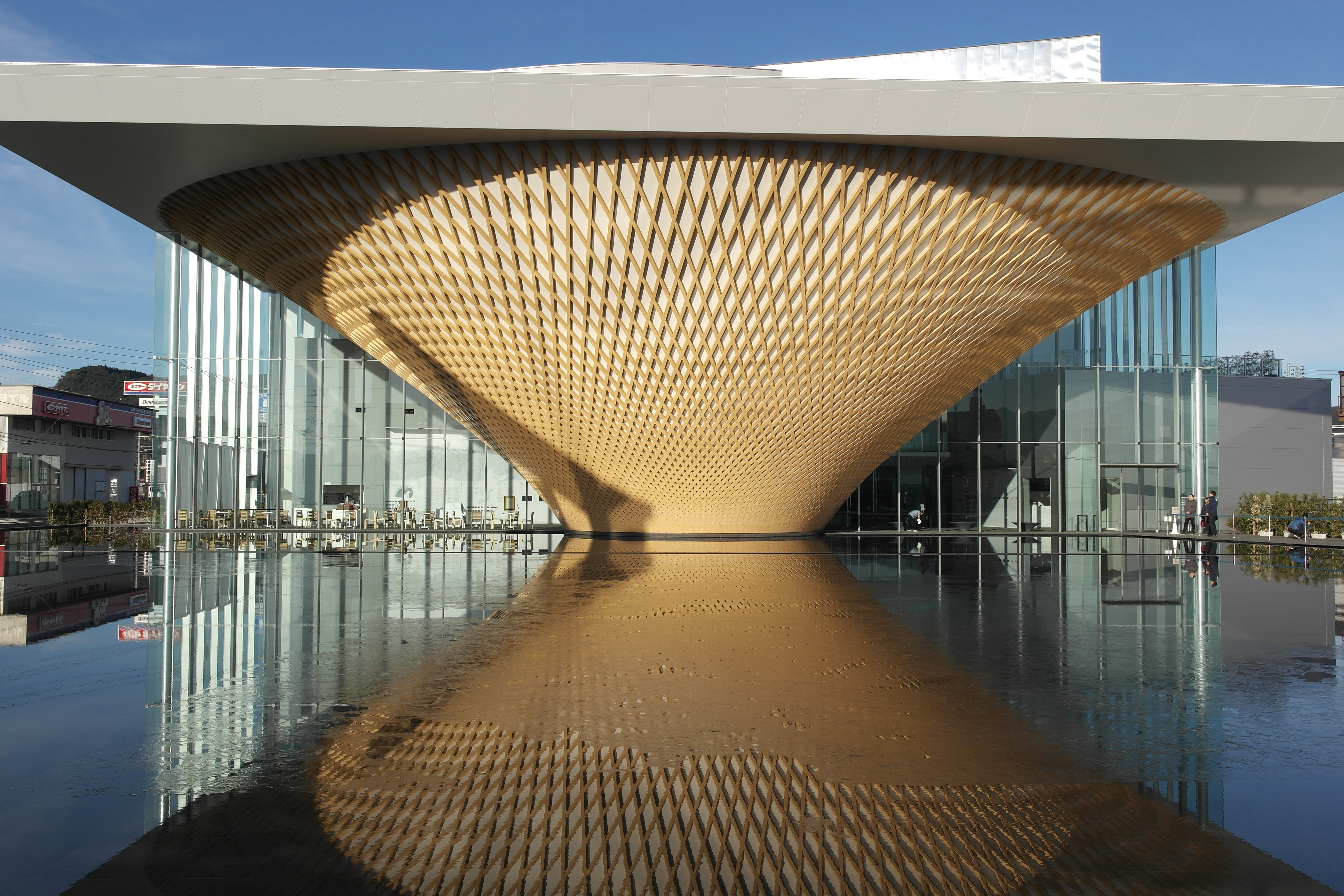
Центр всемирного наследия горы Фудзи. Сидзуока. 2017 г.
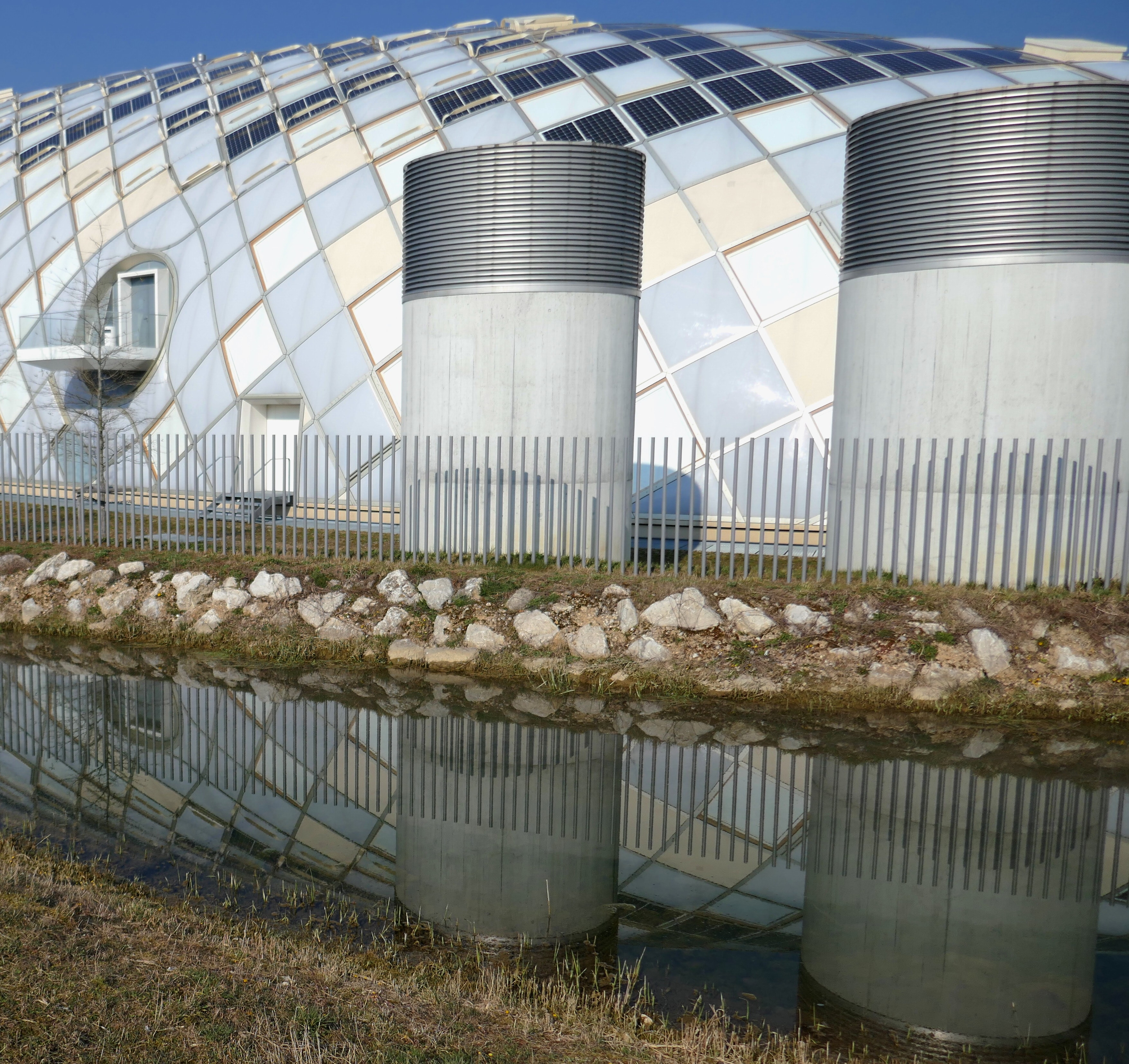
Павильон Swatch в Биле. 2019 г.